# Rodrigo Cortés
Pour les articles homonymes, voir Cortés.
Rodrigo Cortés est un réalisateur espagnol né le 31 mai 1973 à Orense en Espagne.

## Biographie

### Carrière
Le goût de Cortés pour la réalisation a commencé à un stade précoce. À 16 ans, il avait déjà réalisé son premier court métrage en Super 8. En 1998, il a réalisé le court métrage Yul qui a remporté plus de 20 prix et en 2000, il a réalisé 15 Days, un faux documentaire qui lui a valu plus de 57 prix dans différents festivals, devenant ainsi le plus primé des courts métrages espagnols de tous les temps.
En 2007, il a dirigé The Contestant (Concursante en espagnol), son premier long métrage qui a reçu des applaudissements critiques et a obtenu plusieurs prix, dont le Grand Prix de la Critique au Festival du film de Málaga. En 2010, il acquiert une renommée internationale avec le thriller Buried, avec Ryan Reynolds dans le rôle-titre. Le film fut présenté au Festival du film de Sundance, et a reçu un succès considérable. Grand admirateur du cinéma d'Alfred Hitchcock, il réalise avec Buried un huis clos éprouvant avec un cercueil pour tout lieu d'action, ce qui représentait un défi à la fois narratif et technique. Tourné en dix-sept jours, avec une équipe minimaliste, Rodrigo Cortés confirme son style efficace et enlevé.
Cortés dirige ensuite Robert De Niro, Sigourney Weaver, Elizabeth Olsen et Cillian Murphy dans le film Red Lights, un thriller psychologique, qui sort en 2012.

## Filmographie
- 1998 : Yul
- 2000 : 15 Days
- 2007 : The Contestant
- 2007 : Dirty Devil
- 2010 : Buried
- 2012 : Red Lights
- 2018 : Blackwood, le pensionnat (Down a Dark Hall)
- 2021 : Love Gets a Room (El amor en su lugar)